# サリフ・ディアオ
サリフ・ディアオ（Salif Diao, 1977年2月10日 - ）はセネガル、ケドゥグ出身の元同国代表選手のサッカー選手である。ポジションはミッドフィールダー（センターハーフ）。

## 来歴

### クラブ
17歳の時、セネガルからフランスに移住し、ASモナコでキャリアをスタートさせる。1999-00シーズンにリーグ・アン優勝を果たすも、その後は、徐々に出場機会を失っていき、2000年にCSスダン・アルデンヌへ移籍した。2002年、アフリカネイションズカップ2002と2002 FIFAワールドカップでの活躍によりイングランド複数のクラブから関心が寄せられ、同年にリヴァプールFCへと約5億円で移籍した。
リヴァプールでは、出場機会をあまり得られず、2005年の冬から毎シーズンイングランド下部リーグのクラブへレンタルするようになり、2007年、リヴァプールとの契約満了と共にストーク・シティFCへと加入した。2012年、現役引退。

### 代表
アフリカネイションズカップ2002で準優勝し2002 FIFAワールドカップ、アフリカネイションズカップ2004に出場した。

## 代表歴

### 出場大会
- セネガル代表
  - 2002 FIFAワールドカップ

### 試合数
- 国際Aマッチ 42試合 3得点（1997年-2008年）[1]

| セネガル代表 | 国際Aマッチ | 国際Aマッチ |
| 年           | 出場        | 得点        |
| ------------ | ----------- | ----------- |
| 1997         | 2           | 0           |
| 1998         | 0           | 0           |
| 1999         | 0           | 0           |
| 2000         | 0           | 0           |
| 2001         | 9           | 0           |
| 2002         | 13          | 2           |
| 2003         | 7           | 1           |
| 2004         | 9           | 0           |
| 2005         | 0           | 0           |
| 2006         | 0           | 0           |
| 2007         | 0           | 0           |
| 2008         | 2           | 0           |
| 通算         | 42          | 3           |

## タイトル
- ASモナコ

リーグ・アン 1999-2000